# Жямейи-Сямянюкай
Жямейи-Сямянюкай (лит. Žemieji Semeniukai) — деревня в Лентварском старостве, в Тракайском районе Вильнюсского уезда Литвы. Расположена в 1 км на севере от деревни Аукштейи-Сямянюкяй.

## Население
| 1905                           | 1931 | 1959 | 1970 | 1979 | 1989 | 2001 | 2011 | 2021 |
| ------------------------------ | ---- | ---- | ---- | ---- | ---- | ---- | ---- | ---- |
| 45                             | 44   | 77   | 56   | 52   | 39   | 37   | 45   | 33   |
| Гистограмма динамики населения |      |      |      |      |      |      |      |      |